# Athletic Club 2018-2019
Questa voce raccoglie le informazioni riguardanti l'Athletic Club nelle competizioni ufficiali della stagione 2018-2019.

## Maglie e sponsor
Il fornitore tecnico per la stagione 2018-2019 è New Balance, mentre lo sponsor ufficiale è Kutxabank.
| 1ª divisa | 2ª divisa |

## Organigramma societario
Come riportato nel sito ufficiale:
Commissione direttiva
- Presidente: Aitor Elizegi Alberdi
- Vicepresidente: Mikel Martínez Ortiz de Zárate
- Segretario: Fernando San José Martínez
- Contabile: Jon Ander de las Fuentes Inchausti
- Vicesegretaria: María José Tato Mera
- Tesoriere: Aitor Bernardo Urquijo

Area tecnica
- Allenatore:Gaizka Garitano
- Viceallenatore: Patxi Ferreira
- Allenatore dei portieri: Aitor Iru
- Aiutante di campo: Alberto Iglesias
- Preparatore atletico: Juan Iribarren
- Magazzinieri: Jon Eskalza, Iker López

Area sanitaria
- Medici: Josean Lekue, Paco Angulo
- Infermieri: Juanma Ipiña, Álvaro Campa
- Fisioterapisti: Beñat Azula, Isusko Ortuzar, Xabier Clemente

## Rosa
Aggiornata al 31 gennaio 2019.
| N. |                   | Ruolo | Calciatore                |
| -- | ----------------- | ----- | ------------------------- |
| 1  | Spagna (bandiera) | P     | Álex Remiro               |
| 3  | Spagna (bandiera) | D     | Unai Núñez                |
| 4  | Spagna (bandiera) | D     | Iñigo Martínez            |
| 5  | Spagna (bandiera) | D     | Yeray Álvarez             |
| 6  | Spagna (bandiera) | C     | Mikel San José            |
| 7  | Spagna (bandiera) | C     | Beñat Etxebarria          |
| 8  | Spagna (bandiera) | C     | Ander Iturraspe           |
| 9  | Spagna (bandiera) | A     | Iñaki Williams            |
| 10 | Spagna (bandiera) | A     | Iker Muniain              |
| 11 | Spagna (bandiera) | A     | Iñigo Córdoba             |
| 12 | Spagna (bandiera) | D     | Yuri Berchiche            |
| 13 | Spagna (bandiera) | P     | Iago Herrerín             |
| 14 | Spagna (bandiera) | A     | Markel Susaeta (capitano) |
| 15 | Spagna (bandiera) | D     | Iñigo Lekue               |

| N. |                                 | Ruolo | Calciatore             |
| -- | ------------------------------- | ----- | ---------------------- |
| 16 | Spagna (bandiera)               | C     | Daniel García Carrillo |
| 17 | Spagna (bandiera)               | C     | Mikel Rico             |
| 18 | Spagna (bandiera)               | D     | Óscar de Marcos        |
| 19 | Spagna (bandiera)               | A     | Ibai Gómez             |
| 20 | Spagna (bandiera)               | A     | Aritz Aduriz           |
| 21 | Spagna (bandiera)               | D     | Ander Capa             |
| 22 | Spagna (bandiera)               | C     | Raúl García            |
| 23 | Spagna (bandiera)               | C     | Unai López             |
| 24 | Spagna (bandiera)               | D     | Mikel Balenziaga       |
| 25 | Spagna (bandiera)               | P     | Unai Simón             |
| 30 | Spagna (bandiera)               | A     | Gorka Guruzeta         |
| 31 | Spagna (bandiera)               | D     | Peru Nolaskoain        |
| -  | Bosnia ed Erzegovina (bandiera) | P     | Kenan Kodro            |
| -  | Romania (bandiera)              | D     | Cristian Ganea         |

## Calciomercato

### Sessione estiva
| Acquisti | Acquisti               | Acquisti            | Acquisti                   |
| R.       | Nome                   | da                  | Modalità                   |
| -------- | ---------------------- | ------------------- | -------------------------- |
| D        | Urtzi Iriondo          | Granada             | fine prestito              |
| P        | Álex Remiro            | Huesca              | fine prestito              |
| C        | Unai López             | Rayo Vallecano      | fine prestito              |
| C        | Daniel García Carrillo | Eibar               | definitivo (trasf. libero) |
| D        | Cristian Ganea         | Viitorul Costanza   | definitivo (1 milione €)   |
| D        | Ander Capa             | Eibar               | definitivo (3 milioni €)   |
| D        | Yuri Berchiche         | Paris Saint-Germain | definitivo (24 milioni €)  |

| Cessioni | Cessioni       | Cessioni             | Cessioni                   |
| R.       | Nome           | a                    | Modalità                   |
| -------- | -------------- | -------------------- | -------------------------- |
| P        | Kepa           | Chelsea              | definitivo (80 milioni €)  |
| D        | Urtzi Iriondo  | Union Saint-Gilloise | definitivo (trasf. libero) |
| D        | Enric Saborit  | Maccabi Tel Aviv     | definitivo (trasf. libero) |
| D        | Xabier Etxeita | Huesca               | prestito (30 giugno 2019)  |
| C        | Mikel Vesga    | Leganés              | prestito (30 giugno 2019)  |
| A        | Sabin Merino   | Leganés              | prestito (30 giugno 2019)  |
| A        | Enrique Sola   |                      | ritirato                   |

### Sessione invernale
| Acquisti | Acquisti    | Acquisti   | Acquisti                 |
| R.       | Nome        | da         | Modalità                 |
| -------- | ----------- | ---------- | ------------------------ |
| A        | Ibai Gómez  | Alavés     | definitivo (4 milioni €) |
| A        | Kenan Kodro | Copenaghen | definitivo               |

| Cessioni | Cessioni       | Cessioni | Cessioni               |
| R.       | Nome           | a        | Modalità               |
| -------- | -------------- | -------- | ---------------------- |
| D        | Cristian Ganea | Numancia | prestito (giugno 2019) |

## Risultati

### Primera División

#### Girone di andata
| Arbitro: | Vega |

|                              |           |           |
| 27’ Nolaskoain 90+3’ Muniain | Marcatori | Silva 33’ |

| Arbitro: | Rojas |

|                           |           |                       |
| 47’ Susaeta 63’ Berchiche | Marcatori | Miramón 71’ Ávila 87’ |

| Arbitro: | Fernández |

|          |           |             |
| 23’ Pozo | Marcatori | Muniain 66’ |

| Arbitro: | González |

|             |           |          |
| 32’ Muniain | Marcatori | Isco 63’ |

| Arbitro: | Fernández |

|                        |           |                             |
| 51’ Bartra 68’ Canales | Marcatori | Williams 7’ Raúl García 18’ |

| Arbitro: | Grande |

|  |           |                                            |
|  | Marcatori | Fornals 65’ Funes Mori 80’ Toko Ekambi 89’ |

| Arbitro: | Latre |

|           |           |               |
| 84’ Munir | Marcatori | De Marcos 41’ |

| Arbitro: | Hernández |

|             |           |                                                 |
| 32’ Muniain | Marcatori | Oyarzabal 30’ Sangalli 47’ Oyarzabal 74’ (rig.) |

| Arbitro: | Manzano |

|                    |           |              |
| 17’ (rig.) Charles | Marcatori | Williams 21’ |

| Bilbao 27 ottobre 2018, ore 16:15 UTC+1 10ª giornata | Athletic Bilbao | 0 – 0 referto | Valencia | San Mamés\| Arbitro: \| Mallenco \| |
| Arbitro:                                             | Mallenco        |               |          |                                     |

| Arbitro: | Fuertes |

|                    |           |  |
| 41’ Borja Iglesias | Marcatori |  |

| Arbitro: | Martínez |

|                                   |           |                           |
| 61’ Lemar 80’ Rodrigo 90+1’ Godín | Marcatori | Williams 36’ Williams 64’ |

| Arbitro: | Villanueva |

|                |           |          |
| 67’ Nolaskoain | Marcatori | Mata 77’ |

| Arbitro: | Latre |

|                                 |           |  |
| 45’ Chema 59’ Campaña 69’ Roger | Marcatori |  |

| Arbitro: | Iglesias |

|              |           |  |
| 90+2’ Aduriz | Marcatori |  |

| Vitoria-Gasteiz 17 dicembre 2018, ore 21:00 UTC+1 16ª giornata | Alavés | 0 – 0 referto | Athletic Bilbao | Estadio Mendizorrotza\| Arbitro: \| Mateu \| |
| Arbitro:                                                       | Mateu  |               |                 |                                              |

| Arbitro: | Martínez |

|                   |           |             |
| 45’ (rig.) Aduriz | Marcatori | Plano 90+2’ |

| Arbitro: | Munuera |

|             |           |                          |
| 45’ Beltrán | Marcatori | Muniain 19’ Williams 54’ |

| Arbitro: | Fuertes |

|                           |           |  |
| 23’ Williams 84’ Williams | Marcatori |  |

#### Girone di ritorno
| Arbitro: | Mallenco |

|            |           |                  |
| 71’ Ekambi | Marcatori | Costa 18’ (aut.) |

| Arbitro: | Fernández |

|             |           |  |
| 21’ Muniain | Marcatori |  |

| San Sebastián 2 febbraio 2019, ore 16:15 UTC+1 22ª giornata                      | Real Sociedad | 2 – 1 referto   | Athletic Bilbao | Stadio Anoeta |
| \| \| \| \| \| 16’ Oyarzabal 45’ Willian José \| Marcatori \| Raúl García 82’ \| |               |                 |                 |               |
|                                                                                  |               |                 |                 |               |
| 16’ Oyarzabal 45’ Willian José                                                   | Marcatori     | Raúl García 82’ |                 |               |

| Bilbao 10 febbraio 2019, ore 20:45 UTC+1 23ª giornata | Athletic Bilbao  | 0 – 0 referto | Barcellona | San Mamés\| Arbitro: \| Del Cerro Grande \| |
| Arbitro:                                              | Del Cerro Grande |               |            |                                             |

| Arbitro: | Martínez |

|  |           |                        |
|  | Marcatori | Raúl García 19’ (rig.) |

| Bilbao 23 febbraio 2019, ore 20:45 UTC+1 25ª giornata | Athletic Bilbao | 1 – 0 referto | Eibar | San Mamés |
| \| \| \| \| \| 1’ Raúl García \| Marcatori \| \|      |                 |               |       |           |
|                                                       |                 |               |       |           |
| 1’ Raúl García                                        | Marcatori       |               |       |           |

| Arbitro: | Jiménez |

|                         |           |  |
| 49’ Rodrigo 89’ Gameiro | Marcatori |  |

| Arbitro: | Fuertes |

|                 |           |             |
| 81’ Raúl García | Marcatori | Ferreyra 9’ |

### Coppa del Re

#### Sedicesimi di finale
| Bilbao 28 novembre 2018, ore 20:45 UTC+1 Sedicesimi di finale (andata)                  | Athletic Bilbao | 4 – 0 referto | Huesca | San Mamés |
| \| \| \| \| \| 10’ Aduriz 27’ (aut.) Insua 32’ Aduriz 55’ Etxebarria \| Marcatori \| \| |                 |               |        |           |
|                                                                                         |                 |               |        |           |
| 10’ Aduriz 27’ (aut.) Insua 32’ Aduriz 55’ Etxebarria                                   | Marcatori       |               |        |           |

| Arbitro: | del Cerro Grande |

|  |           |                                                   |
|  | Marcatori | Aduriz 37’ Aduriz 58’ Williams 80’ Williams 90+2’ |

#### Ottavi di finale
| Bilbao 10 gennaio 2019, ore 19:30 UTC+1 Ottavi di finale (andata)                      | Athletic Bilbao | 1 – 3 referto                           | Siviglia | San Mamés |
| \| \| \| \| \| 49’ San José \| Marcatori \| Nolito 6’ André Silva 6’ Ben Yedder 77’ \| |                 |                                         |          |           |
|                                                                                        |                 |                                         |          |           |
| 49’ San José                                                                           | Marcatori       | Nolito 6’ André Silva 6’ Ben Yedder 77’ |          |           |

| Arbitro: | González |

|  |           |              |
|  | Marcatori | Guruzeta 77’ |

## Statistiche
Aggiornate il 10 marzo 2019.

### Statistiche di squadra
| Competizione     | In casa | In casa | In casa | In casa | In casa | In casa | In trasferta | In trasferta | In trasferta | In trasferta | In trasferta | In trasferta | Totale | Totale | Totale | Totale | Totale | Totale | DR |
| Competizione     | G       | V       | N       | P       | Gf      | Gs      | G            | V            | N            | P            | Gf           | Gs           | G      | V      | N      | P      | Gf     | Gs     | DR |
| ---------------- | ------- | ------- | ------- | ------- | ------- | ------- | ------------ | ------------ | ------------ | ------------ | ------------ | ------------ | ------ | ------ | ------ | ------ | ------ | ------ | -- |
| Primera División | 19      | 9       | 8       | 2       | 26      | 19      | 18           | 4            | 6            | 8            | 15           | 24           | 37     | 13     | 14     | 10     | 41     | 43     | -2 |
| Coppa del Re     | 2       | 1       | 0       | 1       | 5       | 3       | 2            | 2            | 0            | 0            | 5            | 0            | 4      | 3      | 0      | 1      | 10     | 3      | +7 |
| Totale           | 21      | 10      | 8       | 3       | 31      | 22      | 20           | 6            | 6            | 8            | 20           | 24           | 41     | 16     | 14     | 11     | 51     | 46     | +5 |

### Statistiche dei giocatori
| Giocatore     | Primera División | Primera División | Primera División | Primera División | Coppa del Re | Coppa del Re | Coppa del Re | Coppa del Re | Totale   | Totale | Totale      | Totale     |
| Giocatore     | Presenze         | Reti             | Ammonizioni      | Espulsioni       | Presenze     | Reti         | Ammonizioni  | Espulsioni   | Presenze | Reti   | Ammonizioni | Espulsioni |
| ------------- | ---------------- | ---------------- | ---------------- | ---------------- | ------------ | ------------ | ------------ | ------------ | -------- | ------ | ----------- | ---------- |
| A. Aduriz     | 13               | 2                | 3                | 0                | 3            | 4            | 0            | 0            | 16       | 6      | 3           | 0          |
| Y. Álvarez    | 21               | 0                | 9                | 0                | 2            | 0            | 0            | 0            | 23       | 0      | 9           | 0          |
| M. Balenziaga | 8                | 0                | 0                | 0                | 2            | 0            | 0            | 0            | 10       | 0      | 0           | 0          |
| Y. Berchiche  | 24               | 1                | 6                | 0                | 2            | 0            | 0            | 0            | 26       | 1      | 6           | 0          |
| A. Capa       | 20               | 0                | 6                | 0                | 3            | 0            | 0            | 0            | 23       | 0      | 6           | 0          |
| I. Córdoba    | 13               | 0                | 1                | 0                | 3            | 0            | 0            | 0            | 16       | 0      | 1           | 0          |
| Ó. De Marcos  | 23               | 1                | 4                | 2                | 3            | 0            | 0            | 0            | 26       | 1      | 4           | 2          |
| E. Etxebarria | 20               | 0                | 6                | 0                | 2            | 1            | 0            | 0            | 22       | 1      | 6           | 0          |
| D. García     | 23               | 0                | 11               | 0                | 3            | 0            | 0            | 0            | 26       | 0      | 11          | 0          |
| R. García     | 22               | 5                | 6                | 0                | 1            | 0            | 0            | 0            | 23       | 5      | 6           | 0          |
| I. Gomez      | 8                | 0                | 0                | 0                | 1            | 0            | 0            | 0            | 9        | 0      | 0           | 0          |
| G. Guruzeta   | 6                | 0                | 0                | 0                | 3            | 1            | 0            | 0            | 9        | 1      | 0           | 0          |
| I. Herrerín   | 20               | -18              | 1                | 0                | 0            | 0            | 0            | 0            | 20       | -18    | 1           | 0          |
| A. Iturraspe  | 2                | 0                | 1                | 0                | 2            | 0            | 0            | 0            | 4        | 0      | 1           | 0          |
| K. Kodro      | 5                | 0                | 0                | 0                | 0            | 0            | 0            | 0            | 5        | 0      | 0           | 0          |
| I. Lekue      | 0                | 0                | 0                | 0                | 0            | 0            | 0            | 0            | 0        | 0      | 0           | 0          |
| U. López      | 5                | 0                | 1                | 0                | 1            | 0            | 0            | 0            | 6        | 0      | 1           | 0          |
| I. Martínez   | 24               | 0                | 10               | 0                | 2            | 0            | 0            | 0            | 26       | 0      | 10          | 0          |
| I. Muniain    | 26               | 6                | 4                | 0                | 3            | 0            | 1            | 0            | 29       | 6      | 5           | 0          |
| P. Nolaskoain | 8                | 2                | 2                | 1                | 2            | 0            | 0            | 0            | 10       | 2      | 2           | 1          |
| U. Núñez      | 7                | 0                | 4                | 0                | 2            | 0            | 0            | 0            | 9        | 0      | 4           | 0          |
| Á. Remiro     | 0                | 0                | 0                | 0                | 0            | 0            | 0            | 0            | 0        | 0      | 0           | 0          |
| M. Rico       | 3                | 0                | 0                | 0                | 0            | 0            | 0            | 0            | 3        | 0      | 0           | 0          |
| M. San José   | 24               | 0                | 3                | 0                | 4            | 1            | 2            | 0            | 28       | 1      | 5           | 0          |
| M. Simón      | 7                | -13              | 2                | 0                | 4            | -3           | 0            | 0            | 11       | -16    | 2           | 0          |
| M. Susaeta    | 19               | 1                | 4                | 1                | 3            | 0            | 0            | 0            | 22       | 1      | 4           | 1          |
| I. Williams   | 27               | 7                | 1                | 0                | 3            | 2            | 0            | 0            | 30       | 9      | 1           | 0          |
| C. Ganea      | 1                | 0                | 0                | 0                | 1            | 0            | 0            | 0            | 2        | 0      | 0           | 0          |